# Новоключевской
Новоключевской — упразднённый посёлок в Кемеровском районе Кемеровской области. На момент упразднения входил в состав Звёздного сельского поселения. Исключён из учётных данных в 2000 году.

## География
Посёлок располагался на левом берегу реки Большой Падун (приток реки Большая Мозжуха), на расстоянии приблизительно 4 км по прямой к северо-западу от посёлка Благодатный.

## История
Возник как одно из производственных отделений совхоза «Мозжухинский».
Законом Кемеровской области от 25 октября 2000 года № 708 посёлок исключен из учётных данных.

## Население
| 1970 | 1979 | 1989 |
| ---- | ---- | ---- |
| 165  | ↘21  | ↘2   |